# Subirats
Subirats es un municipio de la comarca del Alto Panadés, provincia de Barcelona, comunidad autónoma de Cataluña, España.
El ayuntamiento se encuentra en la localidad de San Pablo de Ordal.

## Geografía

Localización de Subirats dentro del Alto Panadés

Integrado en la comarca de Alto Panadés, la capital municipal, San Pablo de Ordal, se sitúa a 44 kilómetros de Barcelona. El término municipal está atravesado por la autopista del Mediterráneo (AP-7), por la carretera nacional N-340, entre los pK 1221 y 1228, y por la carretera provincial BP-2427, que conecta con San Sadurní de Noya, además de por carreteras locales que permiten la comunicación con Pla del Panadés y Gélida. 
La parte oriental es accidentada por los últimos contrafuertes del macizo de Garraf, donde se encuentran la sierra de Ordal, al oeste del collado de la Cruz de Ordal (507 metros). Los puntos más altos están en la cresta por donde pasa la divisoria con el municipio de Gélida, donde se encuentra la colina de Montcau (643 metros). Al otro lado del collado de la Cruz de Ordal se extiende la sierra de Riés, límite natural con Olesa de Bonesvalls, donde se superan los 500 metros de altitud. La parte occidental, en el fondo de la depresión del Penedés, se encuentra por debajo de los 200 metros y es muy aprovechada por los cultivos. Entre una y otra parte el terreno forma un modelado diverso, con los comellares, las pendientes suaves de los contrafuertes de la sierra, superficies de poca pendiente, barrancos abiertos por los torrentes, etc. La altitud oscila entre los 643 metros al noreste (Turó de Montcau) y los 90 metros a orillas del torrente de L'Anoia, en el límite con San Sadurní de Noya. La capital municipal se alza a 243 metros sobre el nivel del mar. 
| Noroeste: Torrelavit                                                        | Norte: Gélida            | Nordeste: Gélida             |
| Oeste: Pla del Panadés                                                      |                          | Este: Cervelló y Vallirana   |
| Suroeste: Santa Fe del Penedés, La Granada (exclave), Avinyonet del Penedés | Sur: Olesa de Bonesvalls | Sureste: Olesa de Bonesvalls |

## Símbolos

### Escudo
El blasón de Subirats es un escudo acantonado de color sinople, un monte de oro con 4 palos de gules coronado por un castillo de sable abierto. Por timbre una corona mural de pueblo. El castillo encima del montículo es la señal tradicional del municipio, y representa el antiguo castillo de Subirats del siglo X, actualmente en ruinas. Los cuatro palos de Cataluña recuerdan la jurisdicción de los condes sobre el pueblo.
Fue aprobado el 12 de julio de 1988.

### Bandera
La bandera de Subirats es una bandera apaisada de proporciones dos de alto por tres de largo, con tres franjas iguales, verde, negro y verde, que representan el castillo negro sobre el campo verde, con un triángulo en el palo de punta redondeada, que representa el mundo con el escudo de Cataluña.
Fue aprobada el 13 de agosto del 1990.

## Economía
La economía del término está basada fundamentalmente en el cultivo de la viña y en la elaboración de cava a partir de ella.
En el municipio se encuentran las cavas de:
- Cavas Castellroig
- Cavas Canals Casanovas
- Cavas Carles de Lavern
- Cavas Felix Massana Ràfols
- Cavas Guilera
- Cavas Llopart
- Cavas Mas Ferrer
- Cavas Maset del Lleó
- Cavas MasPujadó
- Cavas Olivé Batllori
- Cavas Rossell Mir
- Cavas Sumarroca
- Cavas Ventura Soler

## Demografía
Subirats cuenta con una población de 3281 habitantes (INE 2024).
| Gráfica de evolución demográfica de Subirats entre 1842 y 2021 |
| |
| Población de derecho según los censos de población del INE. Población de hecho según los censos de población del INE.En este censo se denominaba Subirats, Ordal, Lavern y Cuadra Sabadell: 1842. |

| 2989                       | 3115 | 2629 | 2138 | 2943 | 3027 |
| (Fuente: [cita requerida]) |      |      |      |      |      |

- Gráfico demográfico de Subirats entre 1717 y 2013

1717-1981: población de hecho; 1990- : población de derecho

### Núcleos de población
Subirats está formado por quince núcleos o entidades de población. 
Lista de población por entidades:
| Entidad de la población         | Habitantes (2022) |
| ------------------------------- | ----------------- |
| Ca l'Avi                        | 103               |
| Can Bas                         | 48                |
| Can Batista                     | 76                |
| Can Cartró                      | 178               |
| Cantallops                      | 98                |
| Caseria Can Rossell             | 66                |
| Casots, Els                     | 81                |
| Lavern                          | 442               |
| Ordal                           | 646               |
| Pago, El                        | 66                |
| Sant Joan                       | 72                |
| San Pablo de Ordal              | 612               |
| Urbanización Can Rossell        | 183               |
| Urbanización Casablanca         | 460               |
| Urbanización la Muntanya Rodona | 110               |

## Administración y política
| Periodo | Nombre | Partido |
| ------- | ------ | ------- |

## Cultura
En la localidad de San Pablo de Ordal se encuentra el Museo de Esperanto de Subirats (también llamado Museo Español de Esperanto), una notable colección privada de objetos relacionados con el idioma internacional esperanto, procedentes de la colección recogida durante muchos años por Lluís Hernández Yzal (Barcelona, 1917 - San Pablo de Ordal (Subirats), 2002) con la ayuda de su mujer, Teresa Massana. 

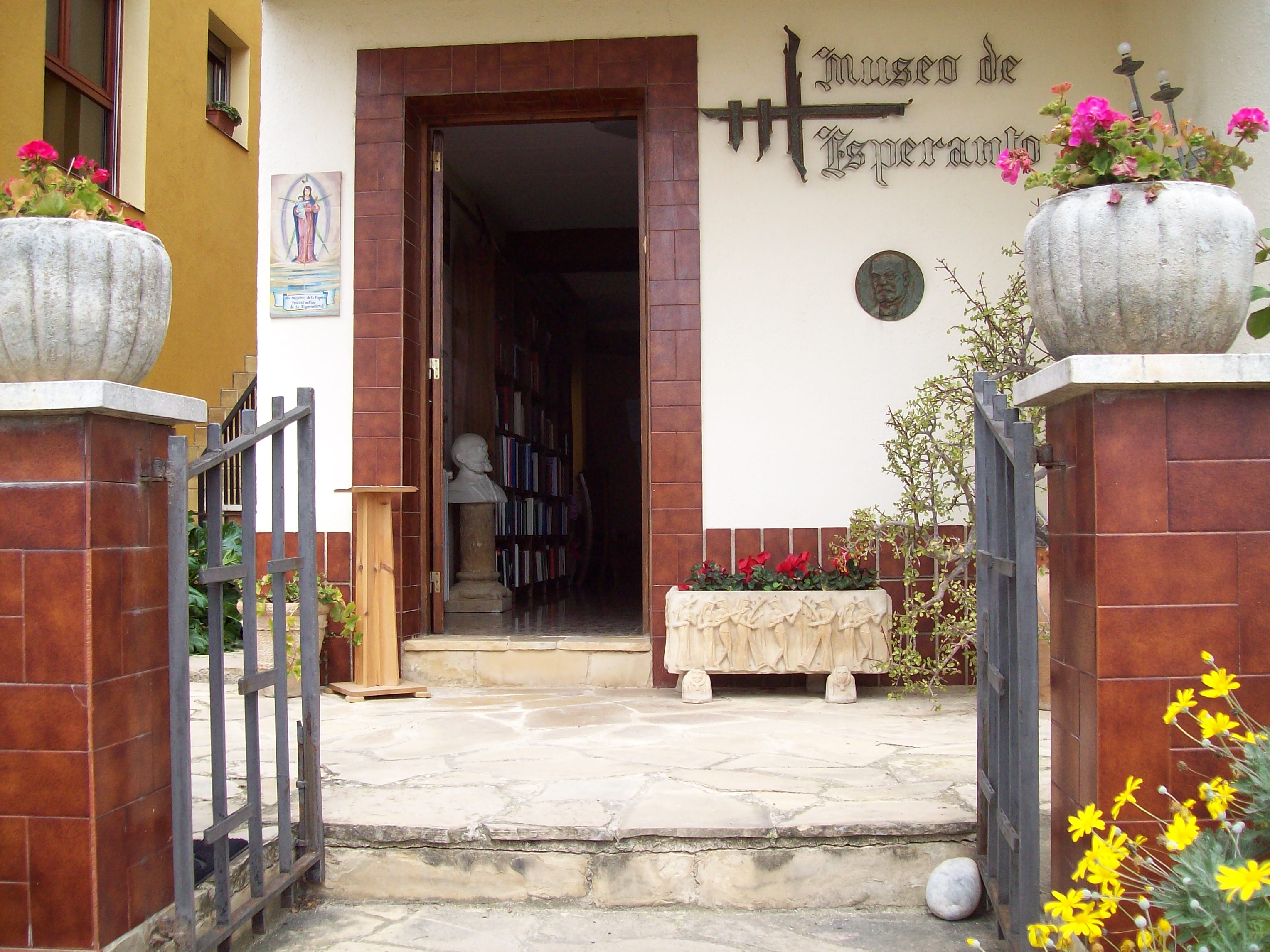
Entrada del Museo de Esperanto

En el año 2010 su reapertura recibió un importante impulso gracias a una iniciativa impulsada por diferentes agentes: la familia propietaria del museo, el Patronato de Turismo de Subirats y la Asociación Catalana de Esperanto.